# Roman Polianski
Roman Oleksandrovich Polianski (en ucraniano: Роман Олександрович Полянський; nacido el 1 de septiembre de 1986) es un remero paralímpico ucraniano. Fue medallista de oro en los Juegos Paralímpicos de verano 2016 en scull individual masculino.

## Biografía
Polianski es originario de la aldea Janzhenkovo cerca de Makiivka en el óblast de Donetsk, Ucrania. Comenzó a hacer deporte a los cuatro años, a instancias de su padre. Los síntomas de la enfermedad de Strumpell empezaron a presentarse a la edad de diez años. Se mudó a Odesa en la primavera de 2014, al comienzo de los disturbios prorrusos de 2014 en Ucrania.  
Se entrenó en remo durante dos años antes de los Juegos Paralímpicos celebrados en Río de Janeiro en 2016. Durante ese tiempo fue entrenado por Yuri Bondarenko en Dnipró.
Cuando tenía 18 años, su padre murió a causa de un accidente minero; su madre murió dos años después. Tiene una hermana menor.
Actualmente usa una silla de ruedas.

## Carrera atlética
Inicialmente compitió en piragüismo, pero cambió al remo una vez que el piragüismo adaptado no se incluyó en el programa de los Juegos Paralímpicos de verano celebrados en Río de Janeiro en 2016. Polianski compite en PR1 scull individual masculino en eventos de remo adaptado. La clasificación PR1 designa a aquellos atletas de para-remo que compiten usando principalmente sus brazos y hombros.
Tine una condición médica llamada paraplejía espástica hereditaria. También se le conoce como síndrome de Strumpell.
Su primera carrera deportiva de para-remo fue en 2014 en Gavirate, Italia, donde quedó cuarto.
Ganó la medalla de oro en skull individual masculino en los Juegos Paralímpicos de Verano de 2016 en Río de Janeiro. En la carrera final, Polianski superó al campeón mundial, Erik Horrie de Australia, y al campeón Paralímpico de 2008, Tom Aggar de Gran Bretaña. En esa carrera también estableció un nuevo récord paralímpico, con un registro de 04: 39.56.
Ganó la medalla de plata en scull individual PR1 masculino en el Campeonato Mundial 2017 en Sarasota y también en el Campeonato Mundial 2018 en Plovdiv.
Ganó la medalla de oro en la misma disciplina en el Campeonato Mundial de Remo de 2019 en Linz Ottensheim. Allí, también estableció el nuevo récord mundial en skull individual masculino PR1, con registro de 09: 12.99, mejorando el récord mundial anterior en casi 4 segundos. La victoria lo calificó  para participar en los Juegos Paralímpicos de Tokio 2020.
Polianski ganó la medalla de oro en PR1 sculls individual en la Regata Internacional de Remo adaptado en Gavirate, Italia en 2017, y nuevamente en 2018.
Por su victoria en los Juegos Paralímpicos de 2016, recibió la Orden al Mérito, Clase 3-d, por parte del presidente de Ucrania.
Polianski tiene el rango de Candidato a Maestro de Deportes de Ucrania.